# Acorán Barrera Reyes
Acorán Barrera Reyes (Santa Cruz de Tenerife, 31 de gener de 1983) és un futbolista professional canari, que ocupa la posició de davanter.

## Trajectòria
Es va formar al planter del CD Tenerife, tot arribant a debutar amb el primer equip. Va ser a la temporada 01/02, en la qual va disputar 9 partits a la màxima categoria amb els tinerfenys, que a les postres van ser penúltims.
El davanter no va tenir continuïtat, i a partir d'ací, la seua carrera prossegueix per equips de divisions més modestes: Burgos CF, Corralejo, Universidad de Las Palmas CF, Celta de Vigo B, UD Melilla, San Isidro, de nou Melilla, i des del 2009 milita al Puertollano.